# 與龍共舞 (馬)
與龍共舞（英語：Dances With Dragon，來港前稱Hall Of Fame），是一匹曾在紐西蘭、澳洲和香港出賽的已退役賽駒，來港後練馬師早期是蘇偉賢，中期是何良，後期是方嘉柏。競賽生涯中一勝國際一級賽。

## 簡介
2017年1月14日，寶遜策騎「與龍共舞」勝出紐西蘭湛頓馬場的國際一級賽利雲經典賽。
2019年11月17日，沈拿於沙田馬場策騎何良馬房的「與龍共舞」，疑於比賽尾段未盡力策騎，結果被香港賽馬會指控違反賽事規例第99(2)及(6)條。他在11月26日被裁定罰停賽12個香港賽馬日，由2019年12月11日至2020年1月20日為止。沈拿其後就處罰的嚴厲程度提出上訴，並獲馬會董事局裁定上訴得直，他的停賽期修訂為由2019年12月11日至2020年1月12日為止。不過，沈拿其後未獲牌照委員會延長其在港牌照，而他亦因被重罰感到十分沮喪，故決定離開香港，結束在港策騎生涯。2020年2月3日，「與龍共舞」由何良轉投方嘉柏馬房。
2020年6月21日，楊明綸於沙田馬場策騎方嘉柏馬房的「與龍共舞」，座騎在他胯下於直路階段透出並保持勁勢，最終以四個多馬位之先大勝而回，攻下國際三級賽精英碟，贏得其在港從騎十二年來首項分級賽錦標。賽後練馬師方嘉柏興奮得以熊抱式將楊明綸抱起至雙腳離地來慶祝勝利。楊明綸表示這場頭馬意義非凡，並對方嘉柏把「與龍共舞」這匹實力坐騎給予他這位在過去六個多月裡僅贏得一場頭馬的騎師策騎而感到非常感動。
2021年1月13日，當時在從化馬場休養的「與龍共舞」被獸醫發現上半截懸韌帶損傷，其後於同年2月3日宣告退役，正式結束其競賽生涯。

## 在港勝出賽事全紀錄
| 比賽日期   | 賽事名稱       | 賽事班次 | 賽道 | 賽事路程 | 比賽馬場   | 名次 | 完成時間 | 騎師   |
| ---------- | -------------- | -------- | ---- | -------- | ---------- | ---- | -------- | ------ |
| 12/12/2018 | 海鵰讓賽       | 第三班   | 草地 | 1650米   | 跑馬地馬場 | 1    | 1:40.31  | 韋達   |
| 12/01/2019 | 新會讓賽       | 第三班   | 草地 | 1800米   | 沙田馬場   | 1    | 1:48.03  | 韋達   |
| 26/02/2020 | 成和讓賽       | 第三班   | 草地 | 1800米   | 跑馬地馬場 | 1    | 1:39.00  | 潘頓   |
| 15/04/2020 | 雪松讓賽       | 第二班   | 草地 | 1800米   | 跑馬地馬場 | 1    | 1:48.44  | 潘頓   |
| 06/05/2020 | 山茶讓賽       | 第二班   | 草地 | 1650米   | 跑馬地馬場 | 1    | 1:39.15  | 潘頓   |
| 21/06/2020 | 精英碟（讓賽） | G3       | 草地 | 1800米   | 沙田馬場   | 1    | 1:45.84  | 楊明綸 |

## 在港一級賽出賽全紀錄
| 比賽日期   | 賽事名稱     | 賽事班次 | 賽道 | 賽事路程 | 比賽馬場 | 名次 | 完成時間 | 騎師   |
| ---------- | ------------ | -------- | ---- | -------- | -------- | ---- | -------- | ------ |
| 13/12/2020 | 浪琴表香港盃 | G1       | 草地 | 2000米   | 沙田馬場 | 6    | 2:01.09  | 何澤堯 |

## 在港以外大賽出賽全紀錄
| 比賽日期   | 賽事名稱   | 賽事班次 | 賽道 | 賽事路程 | 比賽馬場   | 名次 | 完成時間 | 騎師 |
| ---------- | ---------- | -------- | ---- | -------- | ---------- | ---- | -------- | ---- |
| 14/01/2017 | 利雲經典賽 | G1       | 草地 | 1600米   | 湛頓馬場   | 1    | 1:35.54  | 寶遜 |
| 04/02/2017 | 懷卡托堅尼 | G2       | 草地 | 2000米   | 特里巴馬場 | 5    | —        | 寶遜 |
| 29/04/2017 | 育馬者錦標 | G3       | 草地 | 1200米   | 特里巴馬場 | 5    | —        | 寶遜 |

## 外部連結
- . 2020-06-21  [2020-06-21]. （原始内容存档于2020-07-03）.